# Paul Mason (Diplomat)

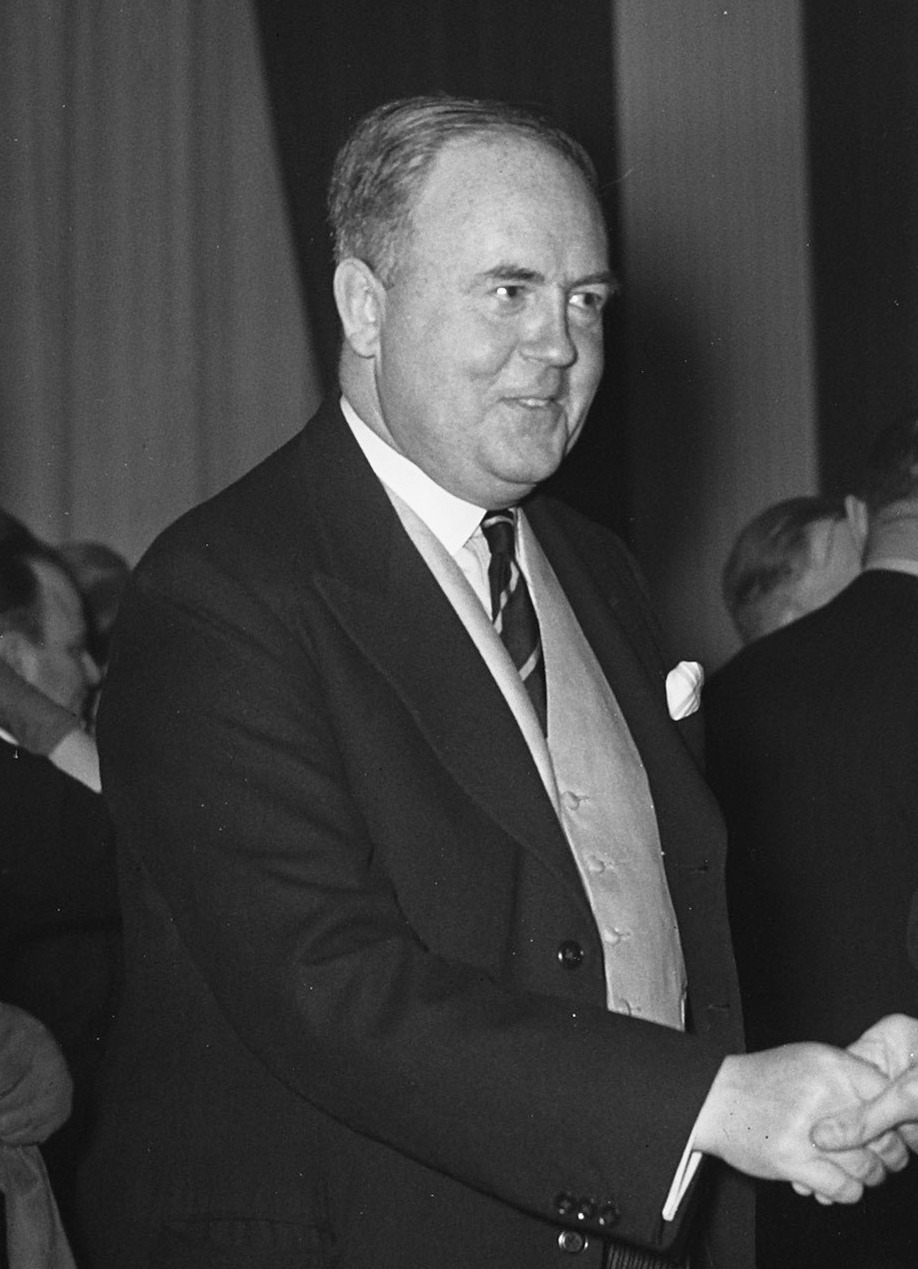
Paul Mason (1954)

Sir Paul Mason, KCMG, KCVO (* 11. Juni 1904; † 14. Mai 1978) war ein britischer Diplomat, der unter anderem zwischen 1954 und 1960 Botschafter in den Niederlanden, von 1960 bis 1963 Ständiger Vertreter bei der NATO sowie zuletzt zwischen 1963 und 1966 Ständiger Vertreter bei der UN-Konferenz für Abrüstung in Genf war.

## Leben
Paul Mason, Sohn des Hochschullehrers und Vizekanzlers der University of Cambridge Arthur James Mason, begann nach dem Besuch des Eton College ein Geschichtsstudium am King’s College der University of Cambridge, das er 1926 mit dem Schwerpunkt Geschichte der Neuzeit mit Auszeichnung abschloss. Daraufhin trat er 1928 in den diplomatischen Dienst (Foreign Service) ein und fand Verwendungen an verschiedenen Auslandsvertretungen sowie im Außenministerium (Foreign Office). Nach Ende des Zweiten Weltkrieges war er 1945 kurzzeitig Leiter des Referats Flüchtlinge sowie zwischen 1945 und 1946 Leiter des Referats Nordamerika, ehe er von 1946 bis 1949 Leiter des Referats Politische Angelegenheiten der Vereinten Nationen war. 1947 wurde er Companion des Order of St Michael and St George (CMG). 1949 übernahm er den Posten als Gesandter in Bulgarien und verblieb dort bis 1951. Danach war er von 1951 bis 1954 Assistierender Unterstaatssekretär für Osteuropa im Außenministerium (Assistant Under-Secretary for Foreign Affairs(Eastern Europe)). Am 10. Juni 1954 wurde er zum Knight Commander des Order of St Michael and St George (KCMG) geschlagen und führte seither den Namenszusatz „Sir“.
Als Nachfolger von Nevile Butler übernahm er 1954 den Posten als Botschafter in den Niederlanden und bekleidete diesen bis 1960, woraufhin Andrew Napier Noble seine dortige Nachfolge antrat. Während dieser Zeit wurde er am 27. März 1958 auch zum Knight Commander des Royal Victorian Order (KCVO) geschlagen. 1960 löste er Frank Kenyon Roberts als Ständiger Vertreter bei der NATO ab und hatte diese Funktion bis zu seiner Ablösung durch Evelyn Shuckburgh 1963 inne. Zuletzt wurde er 1963 als Nachfolger von Michael Wright Ständiger Vertreter bei der UN-Konferenz für Abrüstung in Genf und verblieb dort bis zu seinem Eintritt in den Ruhestand 1964, woraufhin Harold Beeley ihn ablöste.
Später wurde Paul Mason, der auch Mitglied des 1935 gegründeten Lansdowne Club war, 1970 High Sheriff of Nottinghamshire und fungierte ferner von 1972 bis zu seinem Tode 1978 als Schatzmeister (Treasurer) der University of Nottingham. Aus seiner 1938 geschlossenen Ehe mit Roberta McDougall gingen ein Sohn und eine Tochter hervor.